# Rantobi
Rantobi is een bestuurslaag in het regentschap Mandailing Natal van de provincie Noord-Sumatra, Indonesië. Rantobi telt 1129 inwoners (volkstelling 2010).